# 浏城桥
浏城桥，原为长沙市市区内一跨铁路单拱桥。
最初为长沙的一处闹区，后由于铁路线改线修建芙蓉路，人们逐渐迁走，只留下棚户区，环境恶劣，政府之后将该桥于80年代末，90年代初拆毁。并于原址修建跨芙蓉路立交桥。